# تپه گورستان آوخوارده
تپه قبرستان آوخوارده مربوط به هزاره اول قبل از میلاد است و در شهرستان پیرانشهر، بخش مرکزی، دهستان منگور غربی، روستای آوخوارده واقع شده و این اثر در تاریخ ۲۵ آبان ۱۳۸۷ با شمارهٔ ثبت ۲۳۵۴۰ به‌عنوان یکی از آثار ملی ایران به ثبت رسیده است.